# Friedrich Nötscher
Friedrich Nötscher (* 19. Juli 1890 in Himmelstadt; † 17. Mai 1966 in Bonn) war ein deutscher Alttestamentler.

## Leben
Nach seiner Studienzeit ab 1908 in Freiburg im Üechtland und Würzburg wurde Friedrich Nötscher 1912 zum Priester geweiht und promovierte 1914 bei Johannes Hehn in Würzburg zum Dr. theol. Nötscher war seit 1908 Mitglied der katholischen Studentenverbindung KDStV Teutonia Fribourg. Seit 1919 studierte er in Berlin semitische Sprachen und Assyriologie. Dieses Studium schloss er 1922 mit einer Promotion in Berlin zum Dr. phil. ab. Nach seiner Habilitation 1923 in Würzburg wurde er dort 1927 a. o. Professor, 1929 Ordinarius in Wien und 1935 Ordinarius in Bonn. Den Lehrstuhl in Bonn hatte er bis 1958 inne.
Seine Habilitationsschrift „Das Angesicht Gottes schauen“ nach biblischer und babylonischer Auffassung (1924) wird heute noch zitiert. In der Bibliographie des Buches Der Gott der Lebendigen. Eine biblische Gotteslehre von Reinhard Feldmeier und Hermann Spieckermann ist sie die älteste zitierte Monographie eines katholischen Exegeten.
Zu seinen Schülern gehören Josef Scharbert (Prof. an der Universität München), Johannes Botterweck (Prof. an der Universität Bonn) und Johannes Heinrich Groß (Prof. an der Universität Regensburg).
Friedrich Nötscher wurde am 21. Mai 1966 in seiner Heimat Himmelstadt bei Würzburg beigesetzt.

## Schriften
- Die Gerechtigkeit Gottes bei den vorexilischen Propheten. Ein Beitrag zur alttestamentlichen Theologie. Münster 1915.
- „Das Angesicht Gottes schauen“ nach biblischer und babylonischer Auffassung. Würzburg 1924.
- Altorientalischer und alttestamentlicher Auferstehungsglauben. Würzburg 1926.
- Biblische Altertumskunde. Bonn 1940.
- Die Psalmen (Reihe: Echter-Bibel). Würzburg 1947.
- Zur theologischen Terminologie der Qumran-Texte. Bonn 1956.
- Gotteswege und Menschenwege in der Bibel und in Qumran. Bonn 1958.